# Zanthoxylum mantaro
Zanthoxylum mantaro là một loài thực vật có hoa trong họ Cửu lý hương. Loài này được (J.F. Macbr.) J.F. Macbr. miêu tả khoa học đầu tiên năm 1949.